# ماركو رضا
ماركو رضا (22 يونيو 1977 في كندا - ) هو مدرب كرة قدم ولاعب كرة قدم كندي في مركز الدفاع. شارك مع منتخب كندا تحت 20 سنة لكرة القدم ومنتخب كندا لكرة القدم. أما مع النوادي، فقد لعب مع فانكوفر وايتكابس ونادي أوبه ونادي تورونتو ونادي سوغندال لكرة القدم وتشارلستون بيتري وToronto Lynx ‏ وفانكوفر وايتكابس (نادي كرة قدم) والبورك بولدسبيلكلوب ‏ وToronto ThunderHawks ‏.

## وصلات خارجية
- ماركو رضا على موقع الدوري الأمريكي (الإنجليزية)
- ماركو رضا على موقع قاعدة بيانات كرة القدم.إي يو (الإنجليزية)
- ماركو رضا على موقع ناشيونال فوتبول تيمز (الإنجليزية)
- ماركو رضا على موقع عالم كرة القدم.نت (الإنجليزية)